# Walter & Emily
Walter & Emily  è una serie televisiva statunitense in 13 episodi trasmessi per la prima volta nel corso di una sola stagione dal 1991 al 1992.
È una sitcom incentrata sulle vicende di una coppia di coniugi, Walter, un commesso in pensione, e Emily Collins, che aiutano il figlio Matt a crescere il loro nipote undicenne Zack.

## Personaggi e interpreti
- Walter Collins (13 episodi, 1991-1992), interpretato da Brian Keith.
- Emily Collins (13 episodi, 1991-1992), interpretata da Cloris Leachman.
- Matt Collins (13 episodi, 1991-1992), interpretato da Christopher McDonald.
È il figlio di Walter e Emily, è giornalista sportivo e si trova spesso lontano da casa.
- Zach Collins (13 episodi, 1991-1992), interpretato da Matthew Lawrence.
È il nipote undicenne di Walter e Emily e figlio di Matt, si mette spesso nei guai con il suo amico Hartley.
- Hartley (13 episodi, 1991-1992), interpretato da Edan Gross.
È un amico di Zach.
- Stan, interpretato da Sandy Baron.
È un amico di Walter.
- Albert, interpretato da Shelley Berman.
È un amico di Walter.

## Produzione
La serie, ideata da Paul Perlove, fu prodotta da Touchstone Television e Witt/Thomas Productions con Paul Perlove, Tony Thomas e John Rich come produttori esecutivi. Le musiche furono composte da George Aliceson Tipton e Jeff Koz.

## Distribuzione
La serie fu trasmessa negli Stati Uniti dal 16 novembre 1991 al 22 febbraio 1992 sulla rete televisiva NBC. In Italia è stata trasmessa con il titolo Walter & Emily.
Alcune delle uscite internazionali sono state:
- negli Stati Uniti il 16 novembre 1991 (Walter & Emily)
- in Germania (Vier unter einem Dach)
- in Italia (Walter & Emily)

## Episodi
| Stagione       | Episodi | Prima TV USA |
| -------------- | ------- | ------------ |
| Prima stagione | 13      | 1991-1992    |